# Diocesi di Autun

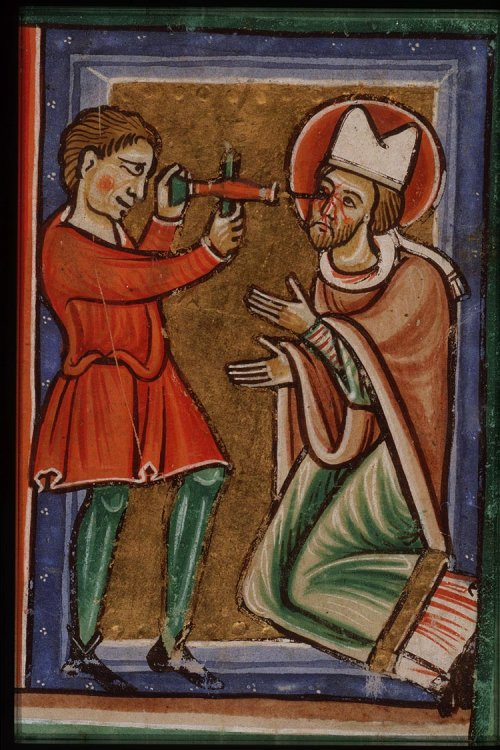
Il martirio di san Leodegario.

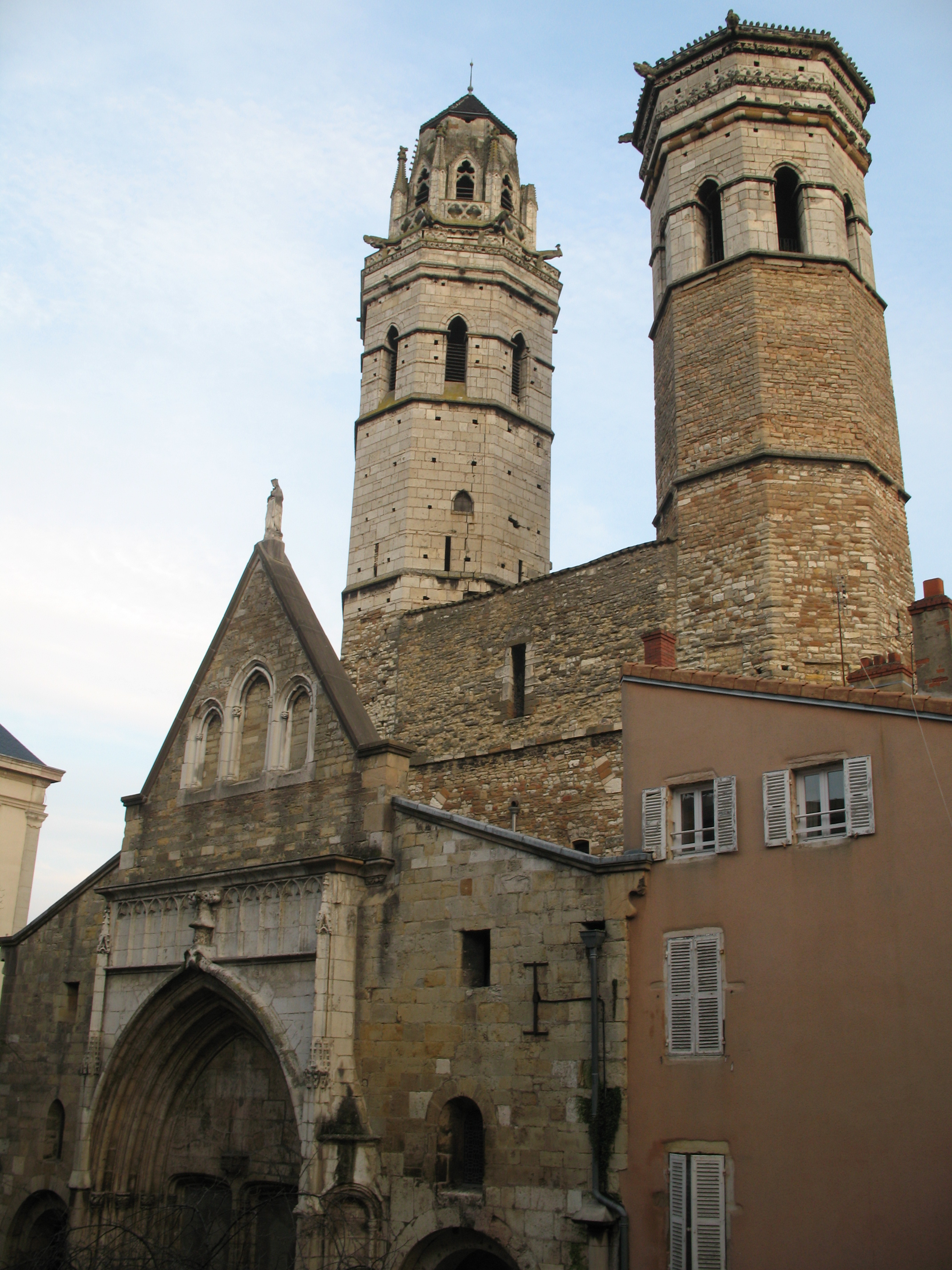
L'ex cattedrale di San Vincenzo a Mâcon.

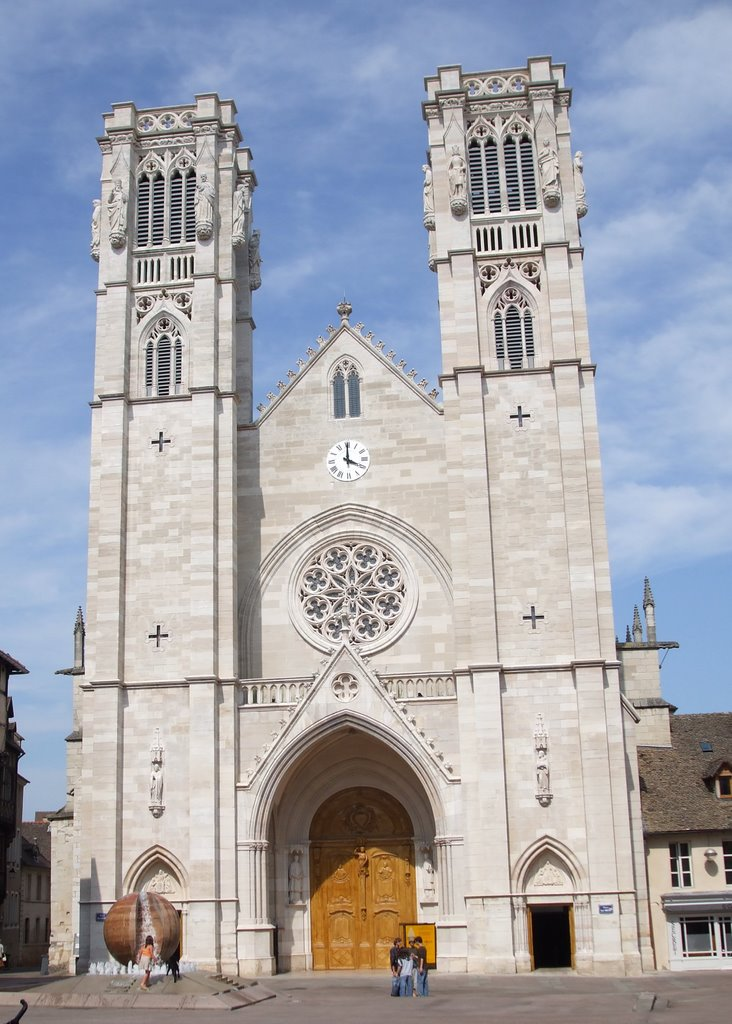
L'ex cattedrale di San Vincenzo a Chalon-sur-Saône.

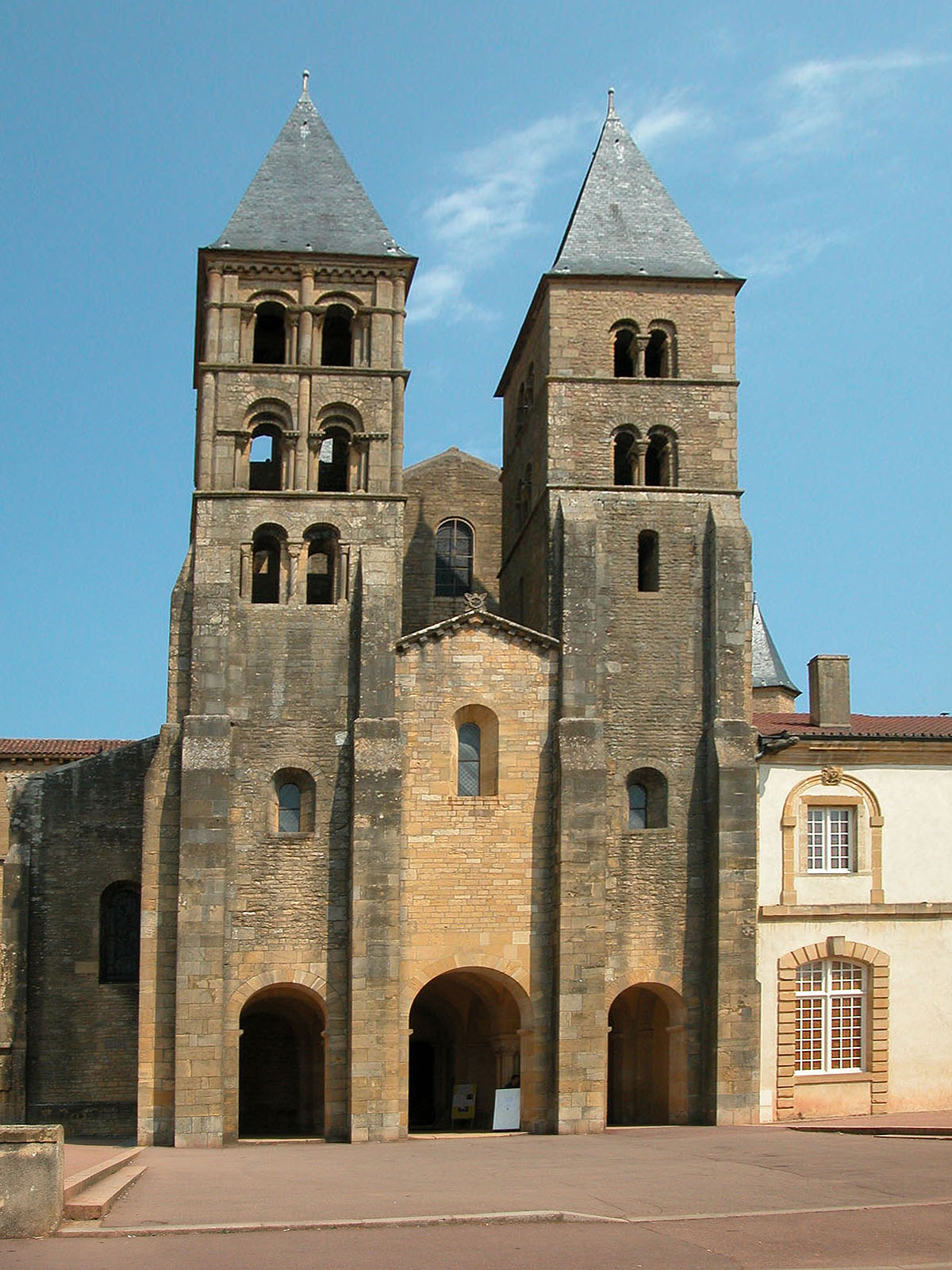
La basilica di Paray-le-Monial che ospitò santa Margherita Maria Alacoque.

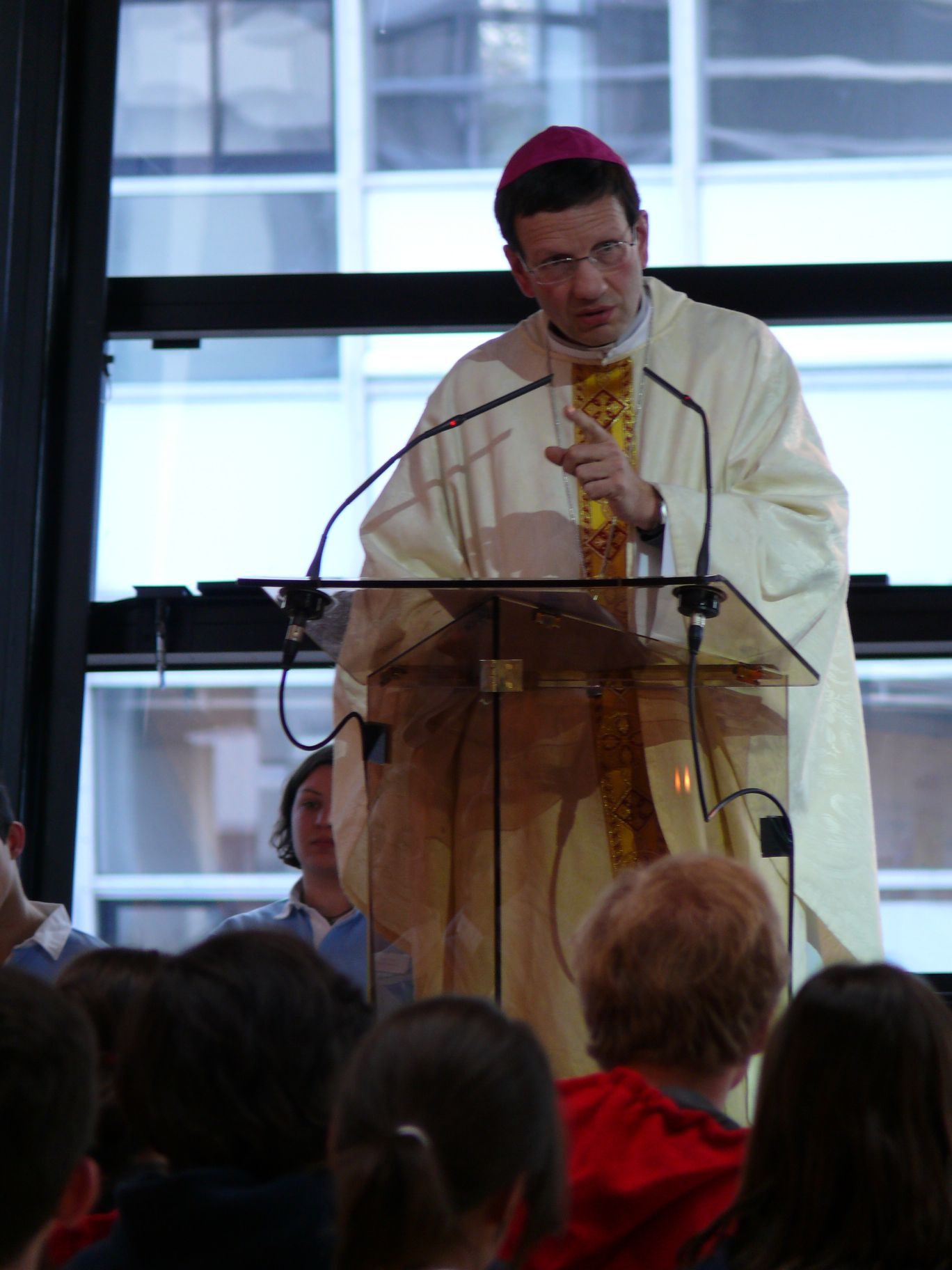
L'attuale vescovo Benoît Marie Pascal Rivière.

La diocesi di Autun (in latino Dioecesis Augustodunensis) è una sede della Chiesa cattolica in Francia suffraganea dell'arcidiocesi di Digione. Nel 2022 contava 547.000 battezzati su 574.229 abitanti. È retta dal vescovo Benoît Marie Pascal Rivière.
Dal 1853 ai vescovi di Autun è concesso di portare il titolo di "vescovi di Chalon e di Mâcon" (Cabillonensis et Matisconensis), e dal 1962 quello di abati di Cluny (Cluniacensis).

## Territorio
La diocesi comprende il dipartimento francese della Saona e Loira.
Sede vescovile è la città di Autun, dove si trova la cattedrale di San Lazzaro. Nella diocesi ci sono altre due ex-cattedrali: a Mâcon la chiesa di San Vincenzo e a Chalon-sur-Saône la chiesa di San Vincenzo.
In seguito alla riorganizzazione territoriale della diocesi, all'inizio del III millennio il numero delle parrocchie è stato ridotto dalle oltre 300 alle attuali 48, suddivise in 12 decanati.

## Storia
La diocesi di Autun fu eretta nel III secolo: la tradizione riconosce come primi vescovi sant'Amatore e san Martino. Tuttavia, primo vescovo storicamente documentato è san Retizio, che fu inviato dall'imperatore Costantino I al concilio di Roma del 313, e che prese parte al primo concilio di Arles del 314 contro i donatisti.
Augustodunum era una delle civitas della provincia romana della Gallia Lugdunense prima. Come tale, anche dal punto di vista ecclesiastico, dipendeva dalla sede metropolitana di Lione.
Nel 599 papa Gregorio I concesse al vescovo san Siagrio il privilegio di indossare il pallio; tale privilegio restò in uso nella diocesi di Autun fino alla seconda metà del XX secolo.
In epoca merovingia la sede di Autun ebbe notevole importanza: in quest'epoca risaltano le figure di due vescovi, san Siagrio e san Leodegario, che venne fatto uccidere dal maestro di palazzo Ébroïn (circa 680/681).
Nel medioevo Autun fu sede di alcuni concili: tra questi, il concilio del 670, che regolò la disciplina dei monasteri benedettini; il concilio del 1065, presieduto da sant'Ugo di Cluny, che portò alla riconciliazione tra Roberto, duca di Borgogna, e il vescovo di Autun; il concilio del 1077, dove fu deposto l'arcivescovo di Reims per simonia e usurpazione della sede; infine il concilio del 1094, dove venne rinnovata la scomunica all'imperatore Enrico IV.
Nel 1120 il vescovo Etienne de Bâgé iniziò la costruzione della cattedrale, dedicata a san Lazzaro di Aix, che venne ultimata nel 1146.
Nel XVII secolo la diocesi fu il centro di irradiamento del culto del Sacro Cuore di Gesù, promosso da Margherita Maria Alacoque, in seguito all'apparizione ricevuta a Paray-le-Monial. La basilica di Paray-le-Monial è ancor oggi meta di pellegrinaggio.
Alla vigilia della rivoluzione la diocesi comprendeva all'incirca 750 parrocchie e si estendeva su quattro regioni storiche della Borgogna: Autunois, Beaunois, Avalois e Auxois.
L'ultimo vescovo dell'ancien régime, Charles-Maurice de Talleyrand-Périgord, aderì alla costituzione civile del clero e dette le dimissioni dalla sua sede; fu lui ad ordinare i primi vescovi costituzionali.
In seguito al concordato, il 29 novembre 1801 in forza della bolla Qui Christi Domini di papa Pio VII incorporò i territori delle diocesi di Chalon, di Betlemme e parte del territorio delle diocesi di Mâcon e di Nevers.
Il 6 ottobre 1822 la diocesi cedette una porzione del suo territorio per il ristabilimento della diocesi di Nevers. Durante gli anni 1801-1802, Autun fece parte della provincia ecclesiastica di Besançon.
Il 19 luglio 1853 fu concesso ai vescovi di Autun di portare il titolo delle soppresse diocesi di Chalon e Mâcon. Similmente il 15 dicembre 1962 in forza del decreto della Congregazione Concistoriale Cluniacense coenobium ai vescovi di Autun fu concesso il titolo di abati di Cluny.
L'8 dicembre 2002 la diocesi è entrata a far parte della provincia ecclesiastica dell'arcidiocesi di Digione.

## Cronotassi dei vescovi
Si omettono i periodi di sede vacante non superiori ai 2 anni o non storicamente accertati.
- Sant'Amatore I †[2]
- San Martino I †[3]
- San Reticio † (prima del 313 - dopo il 314)
- San Cassiano †[4]
- Sant'Egemonio †[5]
- San Simplicio †[6]
- Sant'Evanzio †
- San Leonzio †[7]
- Sant'Eufronio † (prima del 452 - dopo il 475)
- San Flaviano (Flavicone) † (all'epoca del re Clodoveo I)[8]
- San Pragmazio † (menzionato nel 517)[9]
- San Procolo †[10]
- Sant'Agrippino † (prima del 533 - dopo il 538)[11]
- San Nettario † (menzionato nel 549)[12]
- Eupardo †
- Remigio o Benigno †[13]
- San Siagrio † (circa 561 - dopo luglio 599 deceduto)[14]
- Lefasto †[15]
- San Rocco † (menzionato nel 614)[16]
- Auspicio (Bobone) † (menzionato nel 627)[17]
- Ferreolo † (prima del 637 - dopo il 650)
- Ragnoberto † (menzionato nel 660)[18]
- San Leodegario † (circa 663 - 2 ottobre circa 680/681 deceduto)
- Ermenario † (menzionato nel 684)[19]
- Anseberto † (prima del 693 - dopo il 696)[20]
- Vasco †
- Amatore II †
- Moderanno †
- Gairone †
- Iddone † (menzionato nel 762)
- Renaldo I †
- Martino II †
- Alderico †
- Moduino † (prima dell'815 - dopo agosto 840)
- Bernone †
- Alteo † (prima dell'843 - dopo l'847/849)
- Giona † (prima di agosto 850 - dopo aprile 865)
- Lindone † (prima di agosto 866 - dopo maggio 873)
- Adalgario † (875 - 893 deceduto)
- Wallon de Vergy † (prima di maggio 894 - circa 919 deceduto)
- Hervée de Vergy † (circa 920 - circa 929 deceduto)
- Rotmond † (935 - 968 deceduto)
- Gérard † (circa 970 - 15 aprile 976 deceduto)
- Gautier I † (circa 977 - 8 o 9 maggio 1024 deceduto)
- Helmuin † (1025 - 1055 deceduto)
- Aganon † (circa 1055 - 25 giugno 1098 deceduto)
- Norgaud † (1098 - 14 maggio 1112 deceduto)
- Stefano di Baugé † (1112 - 1139 deceduto)
- Robert de Bourgogne † (1140 - 18 luglio 1140 deceduto)
- Humbert de Bâgé † (1140 - 1148 nominato arcivescovo di Lione)
- Henri de Bourgogne † (1148 - 1170 o 1171 deceduto)
- Etienne II † (1171 - circa 1189 deceduto)
- Gautier II † (circa 1189 - 14 maggio 1223 deceduto)
- Guy de Vergy † (1224 - 29 ottobre 1245 deceduto)
- Anselin de Pomard † (1245 - 1º aprile 1253 deceduto)
- Girard de La Roche o de Beauvoir † (circa 1253 - 2 dicembre 1276 deceduto)
- Jacques de Beauvoir † (16 maggio 1283 - 1º ottobre 1286 deceduto)
- Hugues d'Arcy † (prima del 13 giugno 1288 - 29 settembre 1298 deceduto)
- Barthélémy † (6 aprile 1299 - luglio 1308 deceduto)
- Elie Guidonis † (13 agosto 1308 - 1322 deceduto)
- Pierre Bertrand il Vecchio † (19 maggio 1322 - 9 dicembre 1331 dimesso)
- Jean d'Arcy † (21 dicembre 1331 - 25 settembre 1342 nominato vescovo di Langres)
- Guillaume d'Auxonne † (25 settembre 1342 - 30 marzo 1344 deceduto)
- Guy de La Chaume † (27 ottobre 1344 - 18 gennaio 1356 nominato arcivescovo di Lione)
- Guillaume de Thurey † (18 gennaio 1356 - 25 agosto 1358 nominato arcivescovo di Lione)
- Renaud de Maubernard † (25 agosto 1358 - 21 luglio 1361 deceduto)
- Geoffroi David † (27 agosto 1361 - gennaio 1377 deceduto)
- Pierre-Raymond de la Barrière † (22 aprile 1377 - 1379 dimesso)
- Guillaume de Vienne, O.S.B. † (11 febbraio 1379 - 26 agosto 1387 nominato vescovo di Beauvais)
- Nicolas de Coulon † (26 agosto 1387 - 20 dicembre 1400 deceduto)
- Milon de Grancey † (14 febbraio 1401 - prima del 27 settembre 1414 dimesso)
- Frédéric de Grancey, O.Clun. † (17 marzo 1419 - 2 agosto 1436 deceduto)
- Jean Rolin il Vecchio † (20 agosto 1436 - 22 giugno 1483 deceduto)
- Philibert Hugonet † (10 luglio 1484 - 11 settembre 1484 deceduto)
- Jean Balue † (13 ottobre 1484 - 1490 dimesso)
- Antoine de Châlon † (17 aprile 1490 - 1500 dimesso)
  - Olivier de Vienne † (18 febbraio 1500 - 1500 dimesso) (vescovo eletto)
- Jean Rolin il Giovane † (13 novembre 1500 - 4 aprile 1501 deceduto)
- Luigi II d'Amboise † (9 agosto 1501 - 1º luglio 1503 nominato arcivescovo di Albi)
- Filippo di Kleve † (9 agosto 1503 - 5 marzo 1505 deceduto)
- Jacques Hurault de Cheverny † (31 marzo 1505 - 26 giugno 1546 deceduto)
  - Ippolito d'Este † (14 giugno 1548 - 27 giugno 1550 dimesso) (amministratore apostolico)
- Philibert Dugny de Courgengoux, O.S.B. † (30 gennaio 1551 - 30 settembre 1557 deceduto)
- Pierre de Marcilly † (23 marzo 1558 - 16 agosto 1572 deceduto)
- Charles d'Ailleboust † (2 marzo 1573 - 29 aprile 1585 deceduto)
- Charles de Marcel, O.S.B. † (31 gennaio 1586 - ? deceduto)
- Pierre Saunier, O.Clun. † (4 luglio 1588 - 24 dicembre 1612 deceduto)
  - Sede vacante (1612-1620)
- Claude de la Magdelaine † (18 maggio 1620 - 21 aprile 1652 deceduto)
- Louis Doni d'Attichy, O.M. † (23 settembre 1652 - 30 giugno 1664 deceduto)
- Gabriel de Roquette † (11 ottobre 1666 - 22 luglio 1702 dimesso)
- Bernard (Bertrand) de Sénaux † (12 novembre 1703 - 30 aprile 1709 deceduto)
  - Charles Andrault de Maulevrier de Langeron † (18 maggio 1709 - maggio 1710 dimesso) (vescovo eletto)
- Charles-François d'Hallencourt de Dromesnil † (26 gennaio 1711 - 8 settembre 1721 dimesso[21])
- Antoine-François de Bliterswyck de Montcley † (20 dicembre 1723 - 31 marzo 1732 nominato arcivescovo di Besançon)
- Gaspard de La Valette de Thomas † (11 agosto 1732 - febbraio 1748 dimesso)
- Antoine de Malvin de Montazet † (15 luglio 1748 - 18 luglio 1758 dimesso[22])
- Nicolas de Bouillé † (11 settembre 1758 - 22 febbraio 1767 deceduto)
- Yves-Alexandre de Marbeuf † (15 giugno 1767 - 12 settembre 1788 dimesso[23])
- Charles-Maurice de Talleyrand-Périgord † (15 dicembre 1788 - 13 gennaio 1791 dimesso[24])
  - Sede vacante (1791-1802)
- Gabriel-François Moreau † (16 maggio 1802 - 8 settembre 1802 deceduto)
- François de Fontanges † (20 dicembre 1802 - 26 gennaio 1806 deceduto)
- Fabien-Sébastien Imberties † (26 agosto 1806 - 25 gennaio 1819 deceduto)
- Roch-Etienne de Vichy † (27 settembre 1819 - 3 aprile 1829 deceduto)
- Bénigne-Urbain-Jean-Marie du Trousset d'Héricourt † (27 luglio 1829 - 8 luglio 1851 deceduto)
- Frédéric-Gabriel-Marie-François de Marguerye † (15 marzo 1852 - 1º agosto 1872 dimesso)
- Léopold-René Leséleuc de Kerouara † (23 dicembre 1872 - 16 dicembre 1873 deceduto)
- Adolphe-Louis-Albert Perraud † (4 maggio 1874 - 10 febbraio 1906 deceduto)
- Henri-Raymond Villard † (13 luglio 1906 - 8 dicembre 1914 deceduto)
- Désiré-Hyacinthe Berthoin † (1º giugno 1915 - 24 febbraio 1922 deceduto)
- Hyacinthe-Jean Chassagnon † (19 giugno 1922 - 12 febbraio 1940 deceduto)
- Lucien-Sidroine Lebrun † (26 luglio 1940 - 22 marzo 1966 dimesso[25])
- Armand François M. Le Bourgeois, C.I.M. † (22 marzo 1966 - 31 luglio 1987 ritirato)
- Raymond Gaston Joseph Séguy † (31 luglio 1987 - 8 aprile 2006 ritirato)
- Benoît Marie Pascal Rivière, dall'8 aprile 2006

## Statistiche
La diocesi nel 2022 su una popolazione di 574.229 persone contava 547.000 battezzati, corrispondenti al 95,3% del totale.
| anno | popolazione | popolazione | popolazione | presbiteri | presbiteri | presbiteri | presbiteri                | diaconi | religiosi | religiosi | parrocchie |
| anno | battezzati  | totale      | %           | numero     | secolari   | regolari   | battezzati per presbitero | diaconi | uomini    | donne     | parrocchie |
| ---- | ----------- | ----------- | ----------- | ---------- | ---------- | ---------- | ------------------------- | ------- | --------- | --------- | ---------- |
| 1950 | 503.000     | 508.749     | 98,9        | 659        | 583        | 76         | 763                       |         | 128       | 1.341     | 554        |
| 1959 | 504.000     | 511.000     | 98,6        | 576        | 536        | 40         | 875                       |         | 107       | 1.298     | 554        |
| 1969 | 506.381     | 550.381     | 92,0        | 490        | 469        | 21         | 1.033                     |         | 48        | 1.100     | 257        |
| 1980 | 570.060     | 580.060     | 98,3        | 415        | 402        | 13         | 1.373                     |         | 36        | 808       | 545        |
| 1990 | 579.000     | 592.000     | 97,8        | 352        | 330        | 22         | 1.644                     | 12      | 86        | 612       | 545        |
| 1999 | 550.000     | 560.000     | 98,2        | 267        | 252        | 15         | 2.059                     | 21      | 85        | 560       | 365        |
| 2000 | 525.000     | 540.873     | 97,1        | 265        | 250        | 15         | 1.981                     | 20      | 67        | 540       | 324        |
| 2001 | 525.000     | 540.873     | 97,1        | 261        | 246        | 15         | 2.011                     | 2       | 67        | 540       | 334        |
| 2002 | 525.000     | 540.873     | 97,1        | 246        | 231        | 15         | 2.134                     | 21      | 30        | 528       | 302        |
| 2003 | 520.000     | 544.983     | 95,4        | 234        | 225        | 9          | 2.222                     | 24      | 122       | 305       | 302        |
| 2004 | 520.000     | 544.983     | 95,4        | 267        | 247        | 20         | 1.947                     | 24      | 136       | 407       | 302        |
| 2006 | 522.000     | 547.000     | 95,4        | 240        | 228        | 12         | 2.175                     | 24      | 160       | 436       | 50         |
| 2012 | 548.000     | 575.000     | 95,3        | 174        | 162        | 12         | 3.149                     | 28      | 51        | 423       | 49         |
| 2015 | 548.000     | 575.050     | 95,3        | 165        | 149        | 16         | 3.321                     | 30      | 39        | 388       | 49         |
| 2018 | 530.415     | 556.642     | 95,3        | 142        | 136        | 6          | 3.735                     | 32      | 25        | 373       | 49         |
| 2020 | 523.800     | 549.783     | 95,3        | 129        | 123        | 6          | 4.060                     | 33      | 42        | 365       | 49         |
| 2022 | 547.000     | 574.229     | 95,3        | 130        | 124        | 6          | 4.207                     | 33      | 48        | 295       | 48         |